# Gelanor heraldicus
Gelanor heraldicus är en spindelart som beskrevs av Alexander Petrunkevitch 1925. Gelanor heraldicus ingår i släktet Gelanor och familjen kaparspindlar.
Artens utbredningsområde är Panama. Inga underarter finns listade i Catalogue of Life.